# Chiclayo
Chiclayo je glavni grad departmana Lambayeque i provincije Chiclayo u sjevernom Peruu. Nalazi se 13 kilometara od pacifičke obale, 208 kilometara od grada Trujilla i 770 kilometara od glavnog grada Perua, Lime. Osnovan je pod imenom "Santa María de los Valles de Chiclayo".
Službenim gradom proglasio ga je tadašnji predsjednik Perua Felipe Santiago Salaverry 15. travnja 1835. Nazvao je Chiclayo herojskim gradom kako bi odao priznanje hrabrosti njegovih građana u borbi za neovisnost. Drugi nadimci za Chiclayo su prijestolnica prijateljstva i biser sjevera, zbog ljubazne i prijateljske prirode njegovih stanovnika.
Chiclayo je četvrti najveći grad u Peruu, nakon Lime, Arequipe i Trujilla. Godine 2011. imao je 738.000 stanovnika. Departman Lambayeque je četvrta najmnogoljudnijih departmana Perua, s populacijom od 972.713 stanovnika 2009. godine. Grad je podijeljen na tri urbana okruga: Chiclayo, La Victoria i José Leonardo Ortiz. Metropolitansko područje Chiclayo sastoji se od 12 okruga. To je drugi najnaseljeniji grad u sjeverozapadnom Peruu, nakon Trujilla. 

## Poznate osobe
- José Quiñones Gonzales, zrakoplovac
- Augusto B. Leguía, predsjednik Perua (1908. – 1912., 1919. – 1930.)
- Luis Castañeda, gradonačelnik Lime (2005. – 2010., 2015. – danas)
- Yehude Simon, premijer Perua
- Papa Lav XIV. (rođen kao Robert Francis Prevost), biskup Chiclaya od 2015. do 2023.
- Eduardo Orrego Villacorta, arhitekt
- Javier Velásquez, premijer Perua (2009. – 2010.)
- Tania Libertad, pjevačica